# Hugh Jackman
Hugh Michael Jackman (Sydney, 12. listopada 1968.) australski je filmski i televizijski glumac i producent.
Rođen je u Sydneyu u Novom Južnom Walesu kao najmlađi od petero djece. Roditelji su mu Englezi. Majka ih je napustila kad je imao osam godina. Ostao je s ocem računovođom, braćom i sestrama. Završio je dječačku gimnaziju, diplomirao komunikologiju, a kasnije stekao i glumačko obrazovanje. U školi se posvetio raznim sportovima, ali i glumi, posebice u mjuziklima. Kasnije je za nastup u mjuziklu dobio nagradu Tony, a njezinu dodjelu vodio je tri puta zaredom.
Proslavio se mjuziklom Oklahoma i serijom Correli, gdje je upoznao svoju buduću suprugu. Glumi od 1994. godine. Najpoznatije su mu uloge u filmovima X-Men, Van Helsing, Kate i Leopold (s Meg Ryan), Operacija Swordfish (s Halle Berry), Australija (s Nicole Kidman) i Jadnici. Za potonji je nominiran za nagradu Oscar u kategoriji glavne muške uloge.
Snimajući film Van Helsing umalo je umro zbog srčanih problema, ali je izjavio da mu je najzahtjevniji film bio The Fountain, u kojem glumi tri uloge. Nije bio prvi izbor za ulogu Wolverinea, ali se pokazao kao sjajan izbor jer su filmovi postigli velik uspjeh. Visok je 190 centimetara, što je za oko 30 više od lika u stripu. Snimatelji su tome doskočili snimajući ga iz različitih kutova i od pojasa naviše da bi ga prikazali nižim.
Imenovan je i veleposlanikom dobre volje u Južnoj Koreji. Časopis People uvrstio ga je na vrh popisa Najseksi ljudi na svijetu za 2008. godinu. Oženio se Deborom Furness i s njom je posvojio dvoje djece.

## Vanjske poveznice
- Hugh Jackman na Internet Broadway Databaseu (engl.)
- Hugh Jackman u internetskoj bazi filmova IMDb-u (engl.)